# Reinhard Oehlschlägel

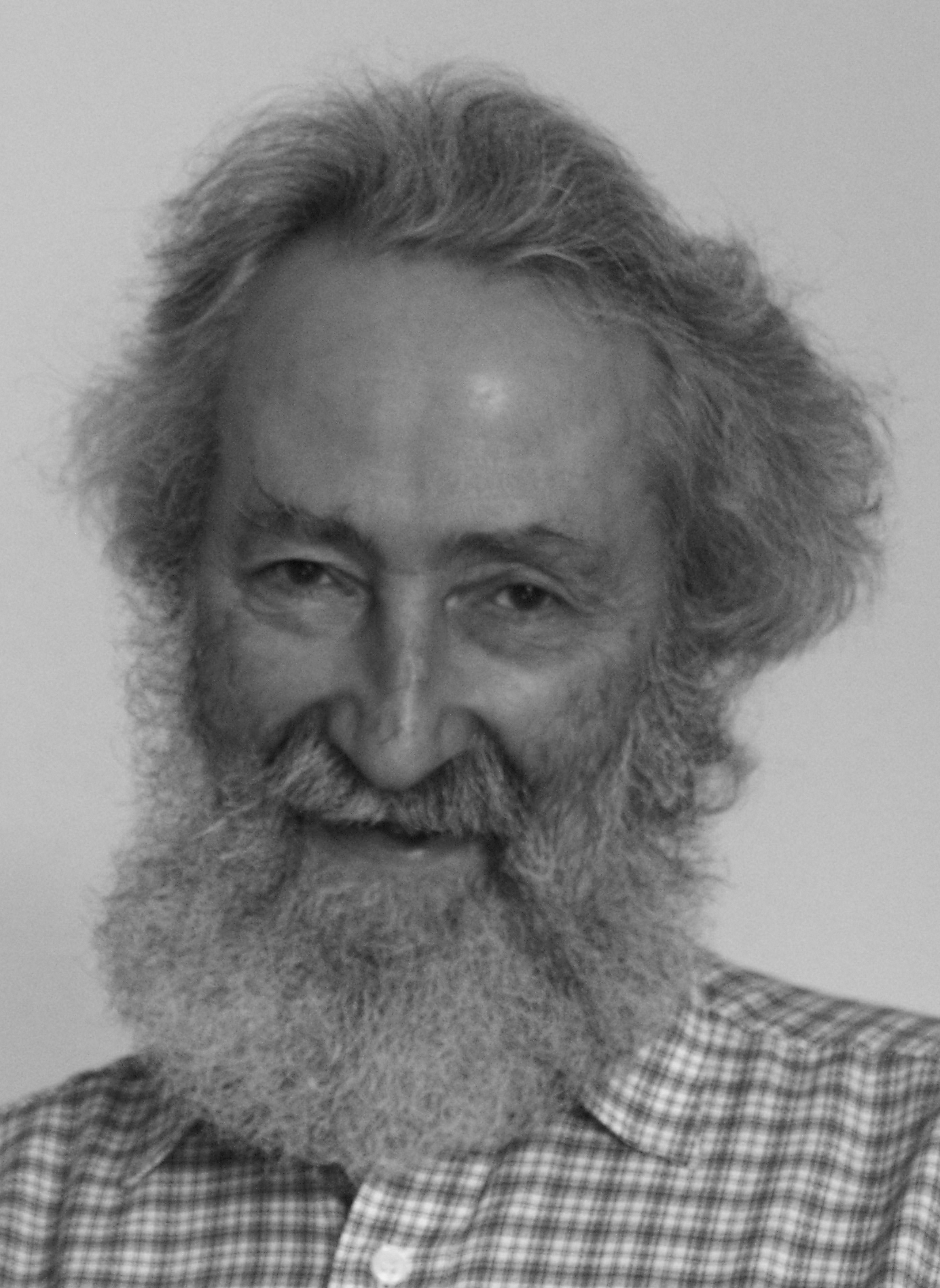
Reinhard Oehlschlägel (2005)

Reinhard Oehlschlägel (* 18. Juli 1936 in Bautzen; † 29. April 2014 in Köln) war ein deutscher Musikpublizist und Rundfunkredakteur.

## Leben
Reinhard Oehlschlägel wurde 1936 in Bautzen als Sohn des Rechtsanwalts Hans Oehlschlägel und der Schneidermeisterin Ulrike Oehlschlägel (geborene Vesper) als vierter Sohn geboren. Mit der Familie flüchtete er 1945 am Tag der Bombardierung von Dresden nach Niedersachsen, „auf das Landgut von Will Vesper, an dessen Tisch er als Kriegskind eine Zeitlang durchgefüttert und vermutlich dauerhaft gegen rechtes Gedankengut immunisiert wurde“ – gemeint ist Gut Triangel bei Gifhorn und ebenfalls gemeint ist die Abscheu gegenüber der noch nach dem Kriegsende anhaltenden nationalsozialistischen Gesinnung Vespers. Er absolvierte 1956 am Gymnasium von Wolfsburg das Abitur, studierte 1958–62 Chemie und Musik für den gymnasialen Schuldienst in Braunschweig und Hannover, Musikwissenschaft bei Rudolf Stephan in Göttingen, Philosophie und Soziologie in Frankfurt am Main (u. a. bei Theodor W. Adorno und am Institut für Sozialforschung), absolvierte 1965 eine Privatmusikpädagogieprüfung an der Musikhochschule Frankfurt und eine Konzertreifeprüfung im Spiel der Blockflöte in Darmstadt bei Gerhard Braun.
Von 1965 bis 1969 war er Kritiker der Frankfurter Allgemeinen Zeitung, 1970/71 bei der Frankfurter Rundschau.
Am 1. Januar 1972 wurde er Redakteur in der Abteilung E-Musik des Deutschlandfunks in der Hauptabteilung Kultur und blieb es bis zu seiner Pensionierung 2001. 1980 gründete er zur Eröffnung des Sendesaals im Kölner Funkhaus ein Festival mit neuer Musik, die zeitweilig mit alter Musik zur Reihe „NovAntiqua“ verbunden, dann wieder getrennt wurde und bis heute als „Forum neuer Musik“ besteht.
Seit 1968 war er Mitglied der Deutschen Sektion der Internationalen Gesellschaft für Neue Musik/International Society of Contemporary Music (IGNM/ISCM), von 1982 bis 1985 deren Vizepräsident, von 1989 bis 1993 gehörte er dem Beirat der ISCM an. Von 1991 bis 2005 verantwortete er die Edition und die Redaktion des von ihm gegründeten World New Music Magazine, dem Jahrbuch der ISCM, zu deren Ehrenmitglied er 2004 gewählt wurde.
Oehlschlägel gab 1980 den Impuls zur Gründung des Ensemble Modern, das er publizistisch und durch gemeinsame Projekte förderte. 1996 initiierte er das „Nachwuchsforum für Komponisten, Interpreten und Musikologen“, das er bis 2002 leitete.
1981 war er Mitinitiator der Kölner Gesellschaft für Neue Musik (KGNM) und zweimal in deren Vorstand tätig (1981–1984; 1990–1993).
1983 gründete er zusammen mit seiner Frau Gisela Gronemeyer die Fachzeitschrift MusikTexte, deren Mitherausgeber er bis zu seinem Tode war. Im gleichen Verlag gab er zusammen mit Gronemeyer Quellentexte verschiedener Komponisten heraus.
Durch seine fast fünfzig Jahre währenden Tätigkeiten als Radioredakteur, Rezensent, Herausgeber und Veranstalter hat Oehlschlägel die Entwicklung der Neuen Musik kritisch reflektierend begleitet und mitgeprägt. Er war Autor zahlreicher Premieren-, Konzert- und Festivalberichte, Buchbesprechungen, Interviews, Vorträge, Kommentare, Aufsätze und Sendungen zur neuen Musik.
„Seine seit Jahrzehnten hartnäckig praktizierte Strategie, eingenommene Positionen und Thesen zu hinterfragen und mit Gegenthesen zu konfrontieren, um sie auf ihre Richtig- und Haltbarkeit zu überprüfen und gegebenenfalls zu relativieren oder als falsch zu verwerfen, ist ein ebenso probates wie zuweilen unliebsames und lästiges Erkenntnismittel.“

## Schriften

### Buch
- Reinhard Oehlschlägel: Mit Haut und Haaren – Gespräche mit Mathias Spahlinger – Texte und Dokumente zur Neuen Musik, hrsg. v. Rainer Nonnenmann, Pfau, Saarbrücken 2006, ISBN 978-3-89727-346-7 [enthält zwei ausführliche Gespräche über die Standpunkte und biographischen Stationen Oehlschlägels, eine repräsentative Auswahl seiner Texte und Dokumente]

### Artikel, Sendungen, Kritiken
- Wenn ein Schlager den anderen schlägt. Gereimtes und Ungereimtes im musikalischen Unterhaltungsgeschäft, in: FAZ vom 29. Juni 1965.
- Kritik der Musikkritik. Eine Rundfunkdiskussion mit Theodor W. Adorno, in: FAZ vom 15. März 1965.
- Mezkalin und scharfe Dialektik. Zum viertel Mal „Pro Musica Nova“ in Bremen, in: FAZ vom 18. Mai 1966.
- Sichtbare und unsichtbare Musik. Schnebel, Stockhausen und Kagel im Münchner Werkraumtheater, in FAZ vom 22. Juli 1966.
- Budenzauber für Intellektuelle. Nam June Paiks Unterhaltung durch Langeweile, in: FAZ vom 30. Juli 1966.
- Aller Nächte Abend. Herbert Eimerts letztes musikalisches Nachtprogramm, in: FAZ vom 29. Dezember 1966.
- Geschmack, Trivialität, Kritik. Ein Dialog zwischen Musikwissenschaft und Musikerziehung, in: FAZ vom 25. April 1967.
- Aufstieg eines Ensembles. Clytus Gottwalds Stuttgarter Schola Cantorum in Baden-Baden, in: FAZ vom 20. Juli 1967.
- Resolution für Snobs. Ein nächtliches Freiluftkonzert am Mittelmeer, in: Stuttgarter Zeitung vom 11. August 1969.
- Das Radio, bloß eine Verteilungsmaschine? Beobachtungen und Thesen zur Kulturpolitik des Rundfunks, in: Frankfurter Rundschau vom 15. August 1970.
- Kurse, Konzerte, Kurskonzert. Zur Struktur der Darmstädter Ferienkurse, in: Frankfurter Rundschau vom 2. September 1970.
- Ein Aufbruch in Darmstadt? Teilnehmer der Musik-Ferienkurse versuchten die Demokratisierung, in: Frankfurter Rundschau vom 11. September 1970.
- ‚Change the System‘ von Christian Wolff, Sendung Deutschlandfunk am 5. August 1974, 22:30–23:00
- „If anybody is sleepy, let him go to sleep“. Versuch über Cage, in: Cage Box, hrsg. vom Kulturamt Bonn, 6.–14. Juni 1979, S. 12–14.
- Musik hören – Musiksprache verstehen. Über die Gegenwart der Musik II, in: Die Zeichen. Neue Aspekte der musikalischen Ästhetik II, hrsg. von Hans Werner Henze, Frankfurt 1981 (Fischer), S. 308–314.
- Experimentierstadt Köln. Neue Wege der Musik, in: Tausend Blumen. Kulturlandschaft Nordrhein-Westfalen, hrsg. von Lothar Romain und Hartwig Suhrbier, Wuppertal 1984, (Hammer), S. 165–170.
- Komponieren in der Bundesrepublik Deutschland. Zu einigen Aspekten von Produktion, Organisation und Rezeption neuer Musik, in: Lust am Komponieren (= Musikalische Zeitfragen 16), hrsg. von Hans-Klaus Jungheinrich, Kassel 1985 (Bärenreiter), S. 139–154.

## Sekundärliteratur
- Zum Tode von Reinhard Oehlschlägel, in: MusikTexte Nr. 141, Mai 2014 (Nachrufe, Erinnerungen und Texte aus dem Nachlass)